# Bibbiena
Bibbiena es una localidad italiana de la provincia de Arezzo , región de Toscana, que cuenta con 12.727 habitantes. Está ubicada en el corazón del Casentino, valle por el cual fluye el primer tramo del río Arno.

Ubicación de la ciudad de Bibbiena dentro de la provincia de Arezzo.

## Evolución demográfica
| Gráfica de evolución demográfica de Bibbiena entre 1861 y 2001 |
|                                                                |
| Fuente ISTAT - Elaboración gráfica por parte de Wikipedia      |